# Busch-Sulzer
Busch-Sulzer Bros. Diesel Engine Company est une compagnie fondée par Adolphus Busch de la société brassicole Anheuser-Busch en 1911 en tant que coentreprise avec Sulzer Brothers de Suisse. L'entreprise fabrique des moteurs diesel jusqu'en 1946.
En 1897, Adolphus Busch acquiert les droits de construction de moteurs diesel aux États-Unis, avec Rudolf Diesel comme consultant. Les premières en résultant sont la Diesel Motor Company (1898—1902) de New York et l'American Diesel Engine Company (1902—1911), qui déménagea à St. Louis, dans le Missouri en 1908 et remplacé par Busch-Sulzer,,. Bien que Busch ait acquis les droits de construction des conceptions Sulzer avec la formation de Busch-Sulzer, la coentreprise américaine préféra ses propres conceptions. Les premiers sous-marins équipés de moteurs Busch-Sulzer sont les sous-marins américains de classe L, conçus par la Lake Torpedo Boat et lancés en 1916–17. Busch-Sulzer continua à produire des moteurs pour la marine américaine et d'autres clients pendant la Seconde Guerre mondiale, puis ses actifs furent vendus à la Nordberg Manufacturing Company de Milwaukee, dans le Wisconsin.
Le lieutenant de l'époque (et futur amiral) Chester W. Nimitz étudia les moteurs diesel en Allemagne pour la marine américaine en 1913. Busch-Sulzer essaya de l'embaucher, celui-ci refusa.